# Francisco Moreno Capdevila
Francisco Moreno Capdevila (Barcelona, 18 de gener de 1926 – Mèxic, 3 de maig de 1995) fou un artista mexicà d'origen català, més conegut pel seu gravat i altra obra gràfica. Va arribar a Mèxic com a refugiat polític després de la caiguda de la Segona República en 1939. A diferència d'altres artistes espanyols de la seva generació, era jove quan va arribar i no va començar estudiant o treballant en l'art fins que va estar a Mèxic. La seva obra en general és de temàtica cultural i política, però també va incloure un mural portàtil sobre la caiguda de Tenochtitlan. Aquest treball va ser al Museu de la Ciutat de Mèxic durant trenta anys, però avui en dia és a l'escola de dret de la Universitat Nacional Autònoma de Mèxic. El seu treball va ser reconegut per la pertinença a diverses societats d'honor, entre elles el Salón de la Plástica Mexicana i l'Academia de Artes.

## Vida
Va néixer a Barcelona. Quan només tenia tretze anys ell i la seva família va fugir després de la caiguda dels republicans, i va arribar a Mèxic el 1939 com a refugiat polític. A diferència d'altres artistes republicans espanyols a l'exili, no havia estudiat art abans de venir a Mèxic. Va començar la seva carrera estudiant pintura amb Santos Balmori i gravat amb Carlos Alvarado Lang. Més tard esdevingué ciutadà mexicà.
Va morir a Mèxic en 1995.

## Carrera

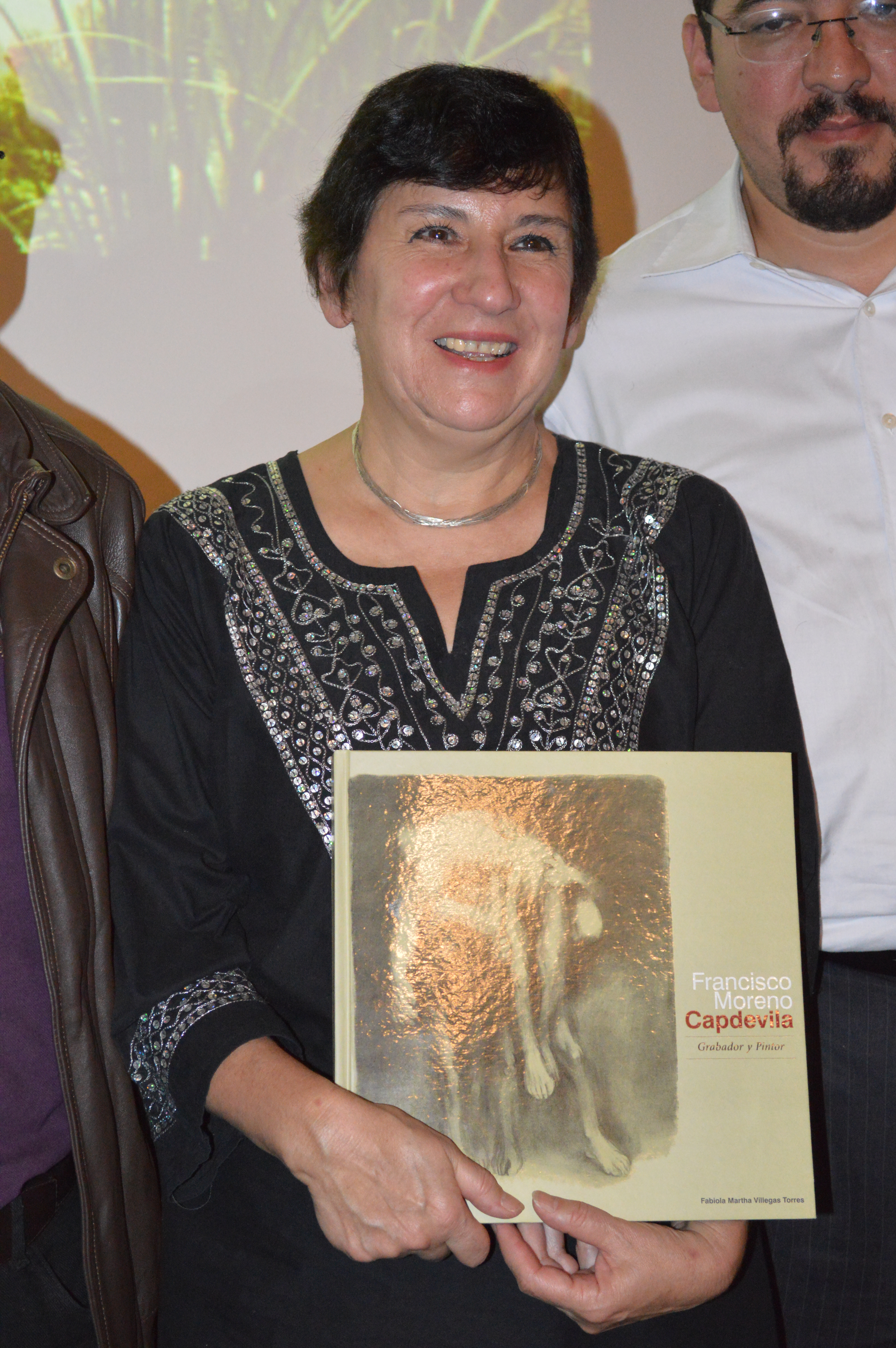
La historiadora Fabiola Martha Villegas Torres en la presentació de la biografia de Moreno Capdevila

Capdevila va passar la major part de la seva carrera en les arts gràfiques, treballant en tallers i empreses d'impressió, estudiant i treballant amb artistes gràfics com Carlos Alvarado Lang, Gabriel Fernández Ledesma i Francisco Díaz de León. De 1946 a 1959 va treballar com a dibuixant i gravador a la Imprenta Universitaria, que era la branca editorial de la Secretaría de Educación Pública.
Va començar a exhibir la seva obra gràfica el 1952 a Mèxic i a l'estranger, amb la seva primera exposició individual al Salón de la Plástica Mexicana en 1962. Realitza una exposició individual al Museo de Arte Moderno en 1981. En 1987 el Palacio de Bellas Artes va celebrar una retrospectiva anomenada Visión Múltiple, amb exemples de les seves pintures, gravats i tapissos.
El seu primera i més important mural va ser creat el 1964 per al Museu de la Ciutat de Mèxic, anomenat La destrucció de la ciutat de Mèxic-Tenochtitlan. És una peça portàtil còncava, pintada en acrílics sobre panells d'alumini, fa tres metres d'alçada i nou metres d'amplada. La seva experiència com a refugiat del franquisme va afectar la composició de l'obra. El mural va ser en l'exhibició permanent des de fa trenta anys, quan fou relegat a un pati posterior. A mitjans de la dècada de 1990 va ser restaurat i enviat a la Universitat Nacional Autònoma de Mèxic, on ara es mostra a la Facultat de Dret.
Capdevila també treballà com a professor de gravat a l'Escuela Nacional de Artes Plásticas, a càrrec del taller d'intaglio fins a 1979.
El seu protagonisme, sobretot en les arts gràfiques, el va portar a ser membre de diverses organitzacions de prestigi. De 1954 a 1974 era membre prominent de la Societat Mexicana de Gravadors. El 1960 va passar a formar part del grup de Nuevas Generaciones de la Plástica Mexicana i es va convertir en un membre del Salón de la Plástica Mexicana en 1961. Esdevingué membre de l'Academia de Artes en 1988. També fou membre del Grupo Nuevos Grabadores i del Salón Independiente.
En 2012 fou publicada la seva biografia, escrita i investigada per la historiadora Fabiola Martha Villegas Torres.

## Tècnica i estil
Capdevila va fer gravat, pintura, dibuix, il·lustració i altres arts gràfiques. Tallà en fusta amb diverses tècniques, utilitzant fulles, gúbies, burí i cisells. Va treballar amb linòleum i fusta en la tècnica d'enfonsament així com la tècnica que d'enfonsa a cop de puny metalls tals com coure, ferro i alumini. També va crear serigrafies i fotoserigrafies.
No va abandonar la política després d'arribar a Mèxic, la documentació d'esdeveniments com ara les vagues ferroviàries de 1958 i l'aixecament estudiantil de 1968 en la seva obra, que es troba en dues publicacions: Represión i Luz y Tenieblas.
El seu treball també es va ocupar d'assumptes culturals del seu temps, com a membre de la Generación de la Ruptura i Los Interioristas. En 1972 va produir una sèrie de gravats amb el títol de Monte Albán, emprant nous mètodes coneguts per la seva experiència tècnica. Foren un focus d'una exposició al Museo del Pueblo a Guanajuato en 1990.
Antonio Rodríguez Luna va descriure la seva pintura com a “profunda sense ser críptica, és clara, malgrat el seu menyspreu pel que és obvi.”